# فاليري فرولوف
فاليري فرولوف (بالروسية: Валерий Фролов)‏ هو لاعب كرة قدم روسي في مركز الهجوم، ولد في 13 مارس 1970. لعب مع دينامو موسكو ونادي آكتوبه.